# کتابخانه آموزشگاهی

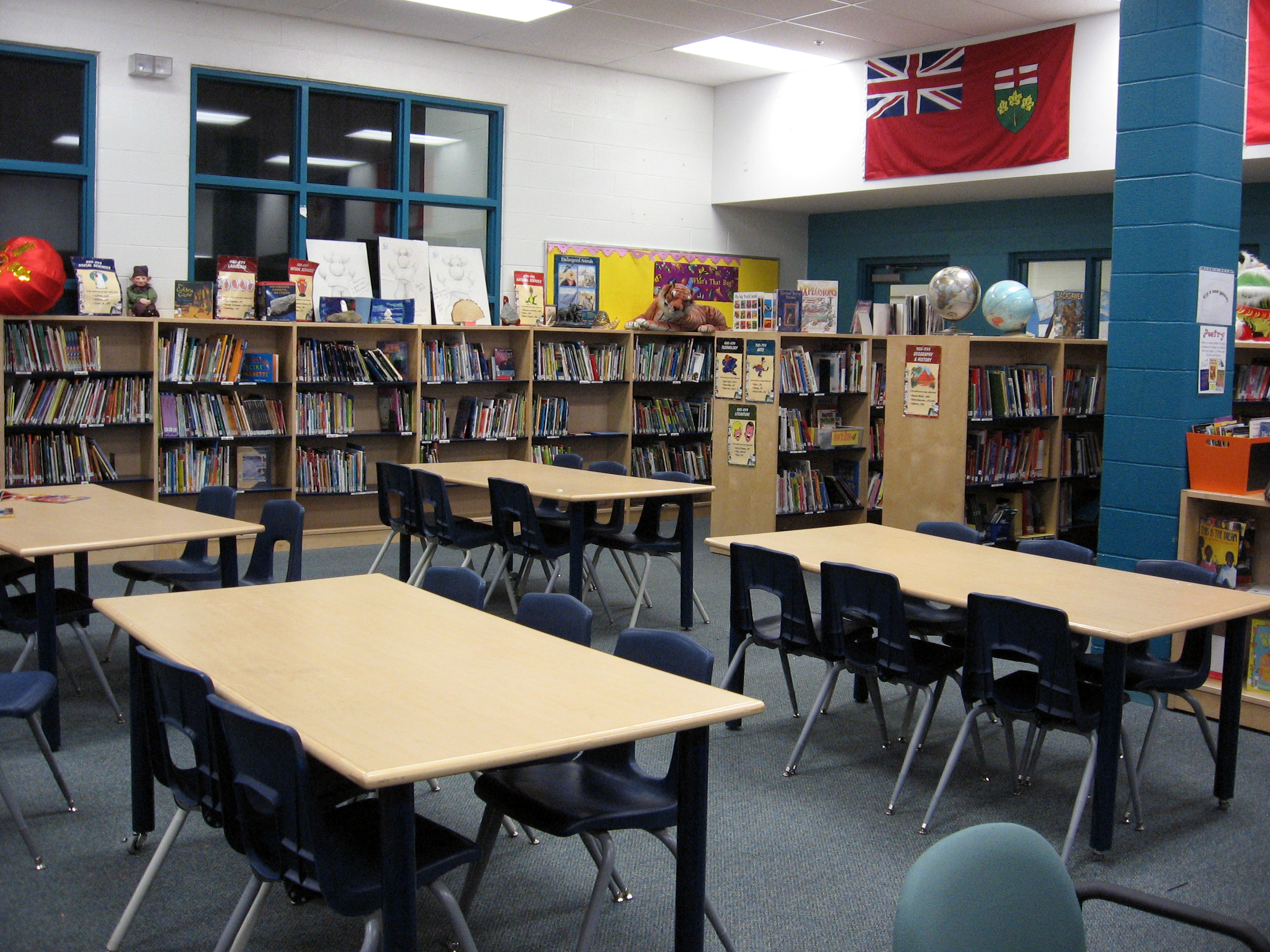
فضای داخلی کتابخانه مدرسه بوکوود

کتابخانه آموزشگاهی، واحدی خدماتی در مدارس ابتدایی و متوسطه‌است که به منظور حمایت از برنامه‌های آموزشی ایجاد می‌شود و باید بتواند از راه تأمین مواد، تسهیلات، و خدمات پاسخگوی نیازهای آموزشی، اطلاعاتی، تحقیقاتی، فردی، و اوقات فراغت دانش‌آموزان و معلمان باشد. این کتابخانه‌ها را با نام‌هایی نظیر «مرکز منابع کتابخانه مدرسه»، «مرکز رسانه‌ها»، «مرکز مواد آموزشی»، یا «آزمایشگاه یادگیری» نیز می‌خوانند.

## اهداف
مأموریت اصلی کتابخانه آموزشگاهی پیشبرد اهداف آموزشی و پرورشی مدرسه‌است، بنابراین، حمایت از برنامه رسمی تحصیلی و رشد فردی و اجتماعی دانش‌آموزان برای کتابخانه آموزشگاهی اهمیت دارد. کتابخانه آموزشگاهی مواد یادگیری را در اشکال مختلف فراهم و دانش آموزان و کارکنان را به استفاده از آن تشویق می‌کند. نگهداری مواد، گسترش مهارت‌های اطلاعاتی، و تشویق به خواندن به قصد لذت بردن از دیگر وظایف کتابخانه‌های آموزشگاهی است. آموزش استفاده‌کنندگان و توسعه مهارت‌های اطلاع یابی در آنها از عرصه‌های نوین مورد علاقه کتابخانه‌های آموزشگاهی است.

## انواع
کتابخانه‌های آموزشگاهی را از لحاظ نوع مخاطب و برنامه‌های تحصیلی می‌توان به دو گروه تقسیم کرد: گروه اول کتابخانه‌های پیش دبستانی و دبستانی هستند که به‌جز مجموعه اصلی، در هر کلاس نیز مجموعه فرعی کوچکی مستقر است. گروه دوم، مدارس دوره راهنمایی تحصیلی و دبیرستان‌ها هستند. در این نوع مدارس، عموماً مجموعه در یک کتابخانه مرکزی متمرکز است و به‌خاطر تنوع مواد، سازماندهی در آنها بهتر صورت می‌گیرد.